# Can Xipell
Can Xipell és una casa de Tiana (Maresme) inclosa a l'Inventari del Patrimoni Arquitectònic de Catalunya projectada per l'arquitecte Miquel Madorell i Rius.

## Descripció
Edifici civil, de planta quadrada que es presenta pràcticament com un volum cúbic. Està format per una planta baixa, pis i mansardes a la part superior. El conjunt destaca pel marcat aire neoclàssic que presenta, i que li ve donat a la major part per l'ús de frontons circulars damunt de totes les finestres, així com les columnes amb capitells clàssics que sostenen els balcons. Les mansardes que ocupen tota la part superior i que queden inserides a un sostre de pissarra que els confereix un aspecte completament afrancesat. A l'interior resulta interessant el tipus d'il·luminació: una claraboia central coberta amb vidre, situada al centre de l'edifici, permet la difusió de la llum. A la part inferior d'aquesta claraboia hi ha un sortidor amb columnes. Tot es realitzat amb marbre. L'edifici es troba envoltat per una ampli jardí, al qual també s'hi poden trobar elements neoclàssics, com és la glorieta suportada per columnes situada a un angle del mateix. També es pot destacar l'important treball del reixat del jardí.